# ГЕС Тіста V
ГЕС Тіста V — гідроелектростанція на сході Індії у штаті Сіккім. Знаходячись між ГЕС Тіста ІІІ (вище за течією) та ГЕС Тіста VI, входить до складу каскаду на річці Тіста, котра дренує східну частину Гімалаїв (район між Непалом та Бутаном) і впадає праворуч до Брахмапутри. Можливо також відзначити, що між Тіста ІІІ та Тіста V планується спорудити ГЕС Тіста IV, але проти цього проекту виступили природоохоронні організації.
В межах проекту річку перекрили бетонною гравітаційною греблею висотою 87 метрів та довжиною 177 метрів, яка потребувала 407 тис. м3 матеріалу. Вона утримує витягнуте на кілька кілометрі по ущелині невелике водосховище з площею поверхні 0,6 км2 та об'ємом 10 млн м3 (корисний об'єм 5 млн м3), в якому можливе коливання рівня між позначками 568 та 579 метрів НРМ. Звідси ресурс спрямовується у прокладений через лівобережний гірський масив дериваційний тунель довжиною 17,2 км з діаметром 9,5 метра, а потім через три напірні водоводи довжиною по 321 метру подається до машинного залу, спорудженого у підземному виконанні.
Основне обладнання станції становлять три турбіни типу Френсіс потужністю по 170 МВт, які при напорі у 197 метрів забезпечують виробництво 2,5 млрд кВт-год електроенергії на рік.
Видача продукції відбувається по ЛЕП, розрахованій на роботу під напругою 400 кВ.